# Francisco García-Calderón Landa

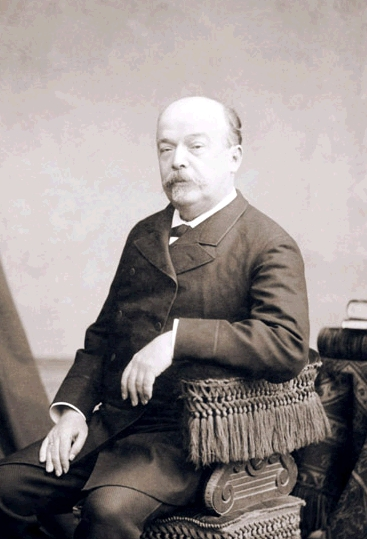
Francisco García-Calderón Landa

Manuel Francisco García-Calderón y Landa (* 2. April 1834 in Arequipa; † 21. September 1905 in Lima) war ein peruanischer Politiker, der unter anderem 1881 provisorischer Staatspräsident war.

## Leben

### Rechtsanwalt, Finanzminister und Senator
Manuel Francisco García-Calderón y Landa, Sohn des Richters Eduardo García Calderón y Crespo und dessen Ehefrau Ventura Landa y Guerola, absolvierte nach dem des Colegio Nacional de la Independencia Americana in Arequipa ein Studium der Rechtswissenschaften an der Universidad Nacional de San Agustín. Er war nach dessen Abschluss als Rechtsanwalt tätig und veröffentlichte mit „Diccionario de la Legislación Peruana 1859-1862“ ein Wörterbuch der peruanischen Gesetzgebung in den Jahren 1859 bis 1862. Am 15. Mai 1867 wurde er für Arequipa Mitglied des damaligen Verfassungskongresses (Congreso Constitucional) und gehörte diesem bis zu dessen Auflösung am 15. November 1867 an. Als Nachfolger von José Jacinto Ibarra wurde er am 15. September 1867 Verfassungskongresses und bekleidete auch dieses Amt bis zum 15. November 1867. Am 4. August 1868 wurde er als Finanzminister (Ministro de Hacienda) in die Regierung von Staatspräsident José Balta berufen und bekleidete dieses Ministeramt bis zum 15. Dezember 1868, woraufhin Nicolás de Piérola seine Nachfolge antrat.
Am 28. Juli 1876 wurde er Mitglied des damaligen Senats (Senado de la República Peruana) und gehörte diesem als Vertreter der Region Arequipa bis zum 23. August 1881 an.

### Provisorischer Staatspräsident, Gefangennahme, Universitätsrektor und Senatspräsident

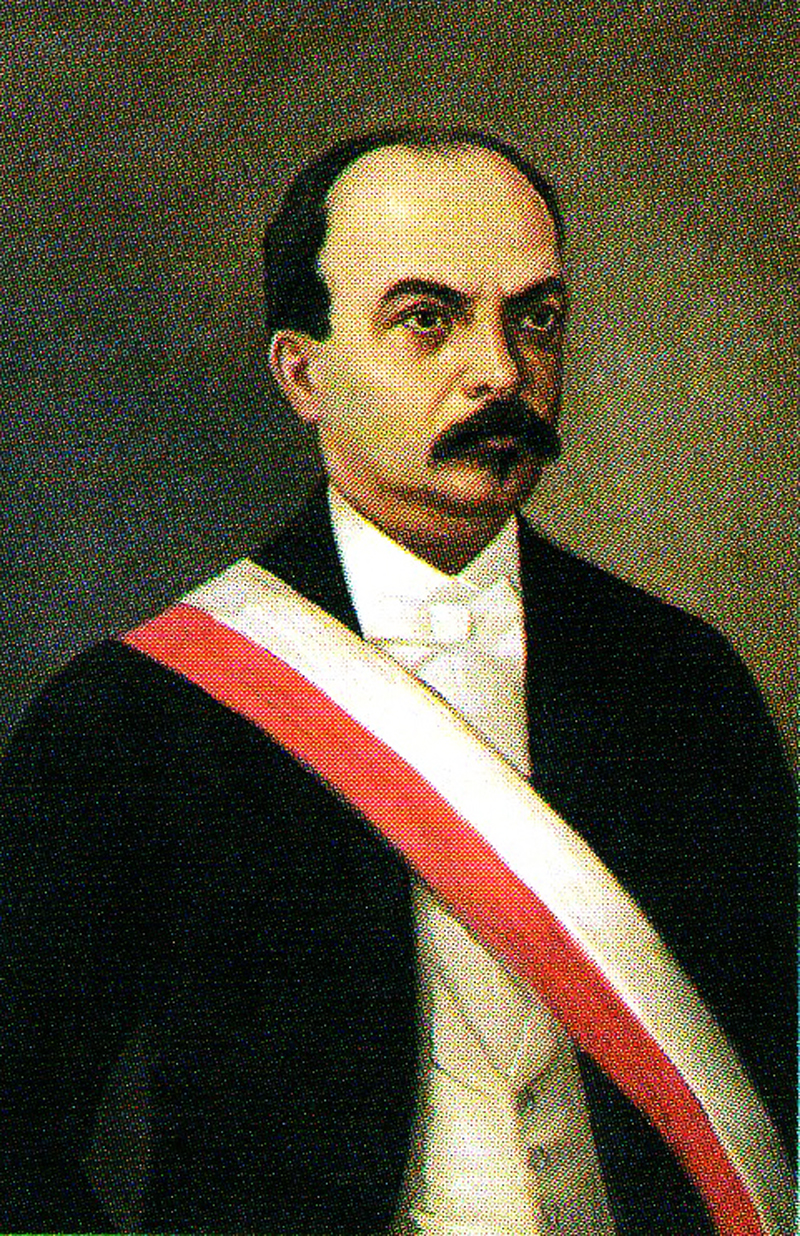
Staatspräsident Francisco García-Calderón Landa

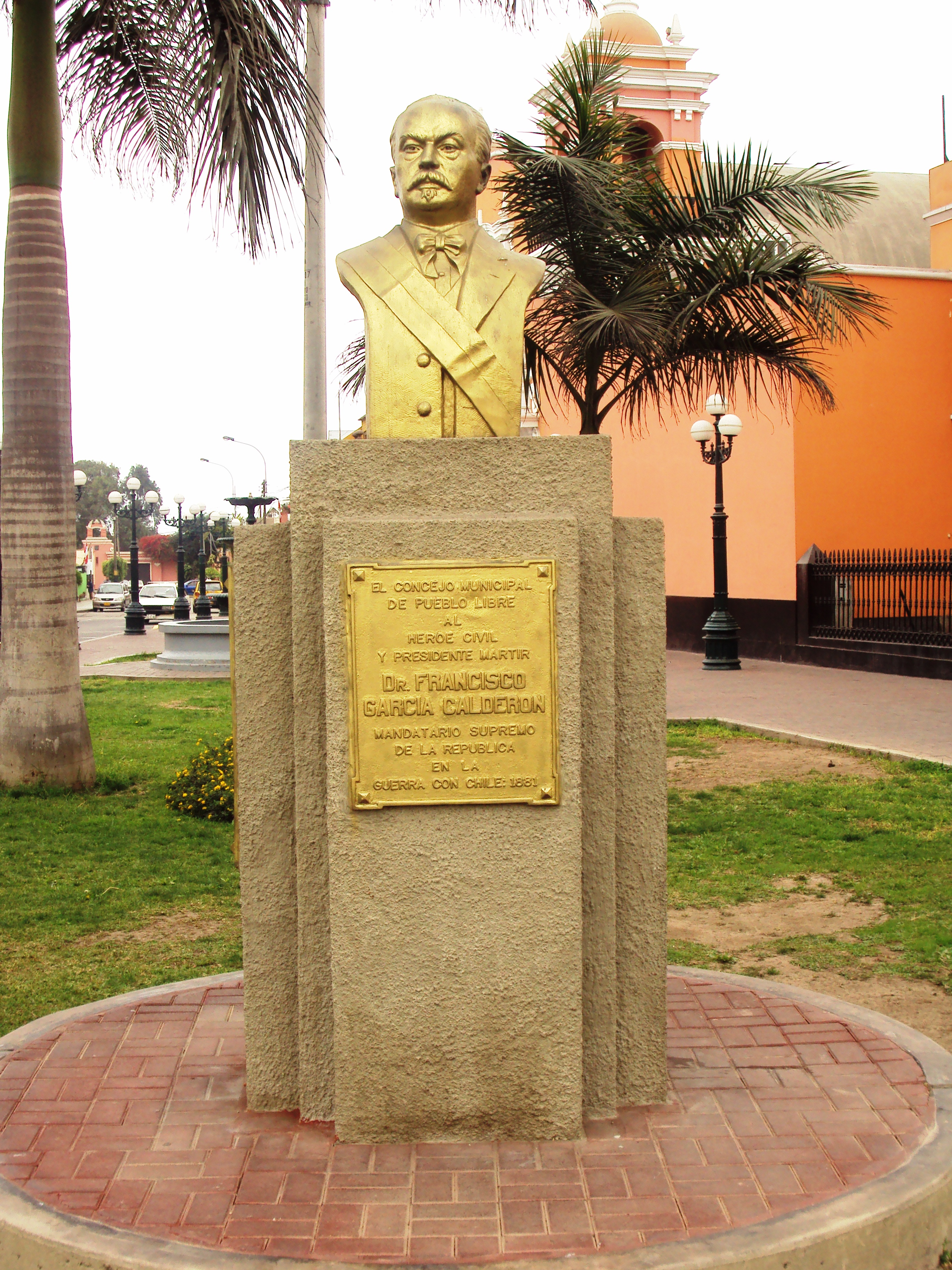
Standbild von Francisco García-Calderón Landa in Lima.

Als die Chilenen während des Salpeterkrieges 1881 Lima besetzten, zog Präsident Nicolás de Piérola nach Ayacucho, um den Krieg von dort aus fortzusetzen. In Lima wählten unterdessen am 12. März 1881 namhafte Einwohner Francisco García Calderón zum provisorischen Staatspräsidenten der Republik. Piérola trat am 28. November 1881 formell vom Amt des Präsidenten zurück. Die Chilenen erkannten García Calderón als Präsidenten Perus an und begannen mit ihm zu verhandeln, um den Krieg zu beenden, wobei sie als Entschädigung die Lieferung peruanischer Gebiete forderten. Er erhielt die Unterstützung der Vereinigten Staaten, um eine Kriegsschuld zu begleichen und keine peruanischen Gebiete abgeben zu müssen. Am 28. September 1881 erklärte der Chef der chilenischen Besatzungstruppen, Konteradmiral Patricio Lynch, die Suspendierung der Regierung von García Calderón, verhaftete ihn und deportierte ihn als Gefangenen nach Chile, bis er nachgab und die Übergabe der Gebiete unterzeichnete. Angesichts dieser ungewöhnlichen Tatsache übernahm Konteradmiral Lizardo Montero Flores am 15. November 1881 als Staatspräsident die Regierung von Peru und ließ sich in Arequipa nieder. Unterdessen wurde García Calderón in Valparaíso gefangen gehalten. In seinem Exil schrieb er fortlaufend Briefe, in denen er weiterhin versucht, die Übertragung peruanischer Gebiete zu verhindern, woraufhin die Chilenen ihn viel weiter nach Süden verlegten, in die verlassene Stadt Rancagua, von wo aus er die Kommunikation mit Peru verlor. Über diese dramatischen Ereignisse verfasste er sein Buch „Memorias del Cautiverio“ („Erinnerungen an die Gefangenschaft“).
Am Ende des Krieges wurde Francisco García-Calderón Landa freigelassen und kehrte mit seiner Frau und seinem Sohn nach Lima zurück. Am 30. Mai 1886 wurde er wiederum zum Senator gewählt und gehörte diesem als Vertreter der Region Arequipa bis zum 28. Juli 1887 an. Als Nachfolger von Francisco Rosas Balcázar wurde er am 28. Juli 1886 auch Präsident des Senats und bekleidete dieses Amt bis zum 28. Juli 1887, woraufhin sein Vorgänger Francisco Rosas Balcázar auch seine Nachfolge antrat. 1886 wurde er als Nachfolger von Juan Antonio Ribeyro zudem erstmals Rektor der Universidad Nacional Mayor de San Marcos (UNMSM) und behielt diese Funktion bis zu seiner kommissarischen Ablösung durch Ramón Ribeyro 1891.
Am 28. Juli 1888 wurde er abermals Senator und vertrat Arequipa nunmehr bis zum 25. Oktober 1893. Als Nachfolger von Francisco Rosas Balcázar wurde er 1895 zum zweiten Mal Rektor der UNMSM und behielt dieses akademische Amt bis zu seinem Tode am 21. September 1905, woraufhin Luis Felipe Villarán seine Nachfolge antrat. Darüber hinaus gehörte er zwischen dem 28. Juli 1899 und dem 23. Januar 1905 noch einmal dem Senat als Mitglied an, wobei er nunmehr die Region Puno vertrat.
Aus seiner Ehe mit Carmen Rey y Basadre gingen zwei Söhne hervor, und zwar der Philosoph, Schriftsteller, Essayist, Anwalt und Diplomat Francisco García-Calderón Rey (1883–1953) und der Schriftsteller, Diplomat und Kritiker Ventura García Calderón (1886–1959).

## Veröffentlichungen
- Diccionario de la legislacion peruana, 1862
- Mediacion de los Estados Unidos de Norte América en la guerra del Pacífico, 1884
- Memorias del cautiverio, Neuauflagen 1949, 2016